# He Jin
|  | Aquest article tracta sobre regent de la Dinastia Han Oriental. Vegeu-ne altres significats a «He Jin (waterpolo)». |

En aquest nom xinès, el cognom és He.
He Jin ( pronunciació (?·pàg.)) (mort el 22 de setembre del 189 EC), nom de cortesia Suigao, va ser el Gran Mariscal i regent del període de la tardana Dinastia Han Oriental de la història xinesa. Era el mig germà major de Emperadriu He, l'emperadriu consort de l'Emperador Ling, i un oncle matern de l'Emperador Shao.
El 189, ell i sa germana van compartir el poder com a regents quan el jove Emperador Shao va ser entronitzat després de la mort de l'Emperador Ling. Per aleshores, el conflicte entre He Jin i una influent facció eunuc estava arribant a cotes màximes. La facció dels eunucs va menar He Jin fins a una trampa en el palau imperial i el va assassinar. Mentre els subordinats de He Jin mataven els eunucs com a venjança, el senyor de la guerra Dong Zhuo va aprofitar-se del buit de poder per a entrar en la capital imperial Luoyang i prendre el control del govern central dels Han (la cort imperial). El col·lapse posterior del comandament central va donar lloc al començament de rellevants guerres civils que van conduir a la formació de l'era coneguda com els Tres Regnes.

## Biografia
He Jin va nàixer en una família de carnissers a Nanyang, ciutat natal del fundador de la dinastia (l'Emperador Guangwu). Durant el regnat de l'Emperador Ling la seva germanastra menor va entrar en el palau i prompte va esdevenir una de les favorites de l'emperador. El 180 ella va ser feta emperadriu i He Jin va començar una escalada ràpida en l'escala burocràtica.
Quan la Rebel·lió dels Turbants Grocs va esclatar el 184, He Jin va ser nomenat General en Cap (大將軍). Encarregat de l'arsenal imperial, assegurà forts estratègic al voltant de la capital i ràpidament es va mobilitzar a aixafar la revolta de Luoyang dirigida per Ma Yuanyi (馬元義), un seguidor del líder dels Turbants Grocs (Zhang Jue). La campanya va ser considerada un èxit i He Jin va ser infeudat com a Marquès Shen (慎侯), que literalment significa el marquès cautelós. Després que la revolta va ser sufocada, He Jin continuà en el paper de Comandant en Cap, tècnicament controlant tots els exèrcits imperials. Durant aquest temps altres membres de la seva família, com ara el seu mig germà menor He Miao (何苗), també van ser elevats a posicions d'importància.
El 188 potser com un contrapès al poder del clan He, l'Emperador Ling va crear l'Exèrcit del Jardí Occidental. Ell va acabar desfilant ostentosament davant de l'exèrcit i es va auto-anomenar "General Suprem" (無上將軍); tot i que va posar l'exèrcit sota el comandament de Jian Shuo (蹇碩), un eunuc de confiança.
Quan l'Emperador Ling va transir en els primers mesos del 189 EC, i l'escenari estava llest per a un enfrontament entre He Jin i la facció eunuc. Jian Shuo va planejar assassinar Hen Jin, però la conspiració va ser descoberta per endavant i He Jin va fer arrestar i executar a Jian Shuo; per a tot seguit apoderar-se de les tropes anteriorment sota el comandament de Jian Shuo. Amb el suport del clan Yuan, particularment de Yuan Shao i Yuan Shu, la disputa per la successió es va resoldre en favor de Liu Bian, el fill de l'Emperadriu He, que va ascendir al tron en el cinquè mes d'eixe any. He Jin i la seva germana, ara l'Emperadriu Vídua, van assumir conjuntament el paper de regent.
Durant els mesos d'estiu He Jin maniobrà, de vegades vacil·lant, amb Yuan Shao contra la facció eunuc. Els eunucs, ara sense una base de poder militar pròpia, van comptar amb el suport de l'Emperadriu Vídua He i He Miao. A instàncies de Yuan Shao, He Jin va convocar el general de la frontera Dong Zhuo als afores de Luoyang, en un intent per a forçar l'Emperadriu Vídua a fer marxa enrere. Finalment, en el novè mes d'eixe any He Jin va entrar en el palau per demanar a l'Emperadriu Vídua d'avenir-se amb l'execució dels eunucs. El contingut de la conversa va ser transmés a Zhang Rang, el cap dels eunucs després de la mort de Jian Shuo. Els desesperats eunucs llavors van fer encerclar i escapçar a He Jin en el jardí del palau.
La situació aviat va eixir-se de mare. Yuan Shao i Yuan Shu, ambdós amb un control significatiu sobre les forces militars de la capital, van irrompre en el palau i massacraren els eunucs. El buit de poder resultant va permetre a Dong Zhuo de prendre el control de la cort imperial. Tan aviat com va tenir la supremacia sobre la capital, Dong Zhuo va fer deposar l'emperador en favor del Príncep de Chenliu (que més tard seria dit Emperador Xian). La deposició, així com les atrocitats posteriors de Dong Zhuo van provocar la ira de molts. El 190 senyors de la guerra de les províncies orientals van formar una coalició per a enderrocar Dong Zhuo, cosa que va iniciar una sèrie de guerres civils que anaven a durar gairebé un segle.